# 聖約翰斯山脈
77°17′S 162°0′E / 77.283°S 162.000°E
聖約翰斯山脈（英語：Saint Johns Range）是南極洲的山脈，位於維多利亞地，全長37公里，由新西蘭探險隊命名，以劍橋大學聖約翰學院命名，現時由南極條約體系管理。